# Інцигофен
Інцигофен (нім. Inzigkofen) — громада в Німеччині, знаходиться в землі Баден-Вюртемберг. Підпорядковується адміністративному округу Тюбінген. Входить до складу району Зігмарінген.
Площа — 28,76 км2. Населення становить 2844 ос. (станом на 31 грудня 2020).

## Географія

### Адміністративний поділ
Громада складається з таких районів:
| Герб       | Teilort           | Населення (Станом на: 31 грудня 2010) | Площа (Станом на: 31 грудня 2010) |
| ---------- | ----------------- | ------------------------------------- | --------------------------------- |
| Inzigkofen | Інцигофен (центр) | 1372                                  | 931 га                            |
| Engelswies | Енгельсвіс        | 611                                   | 749 га                            |
| Vilsingen  | Фільзінген        | 845                                   | 1196 га                           |

## Галерея

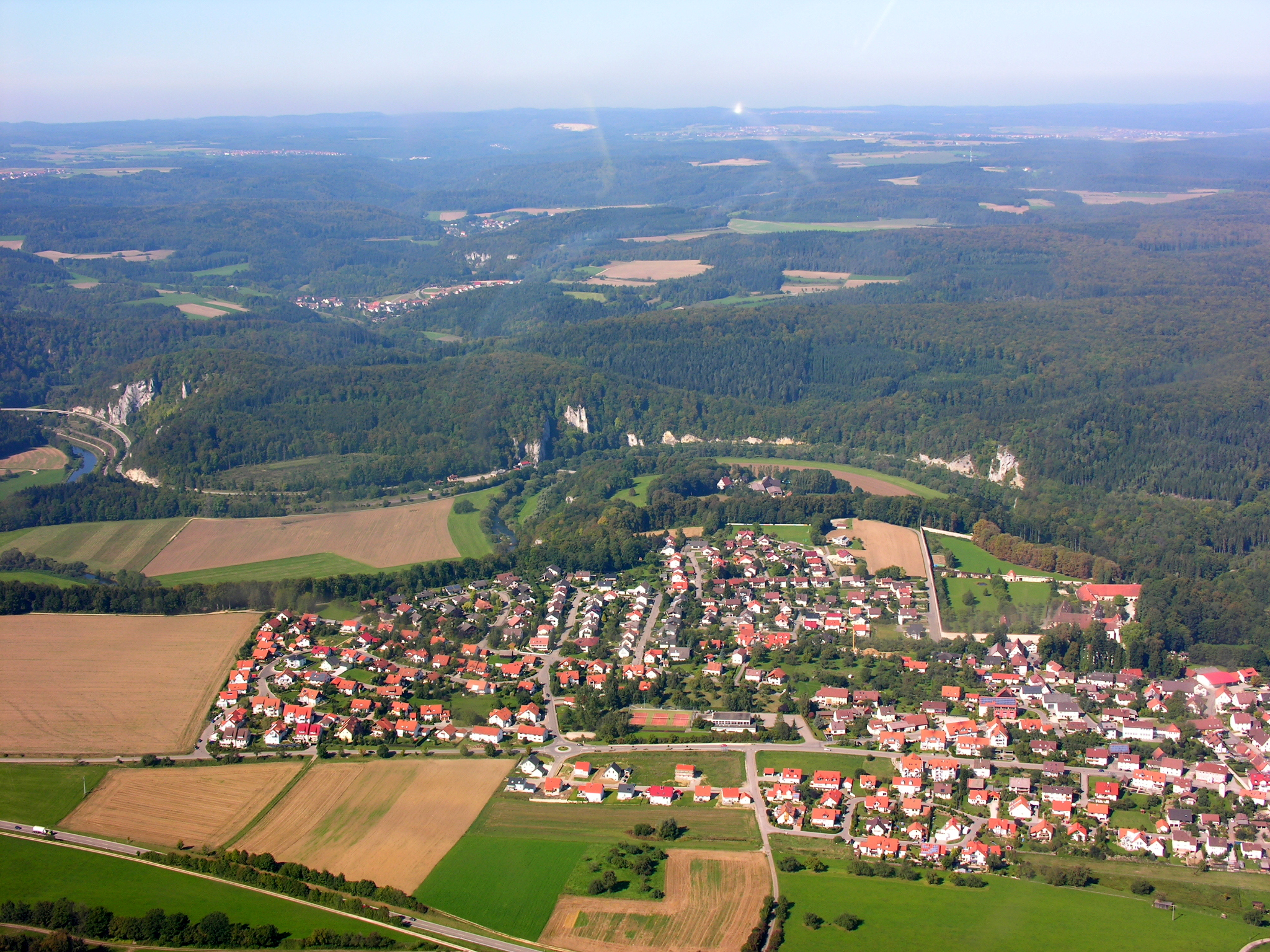
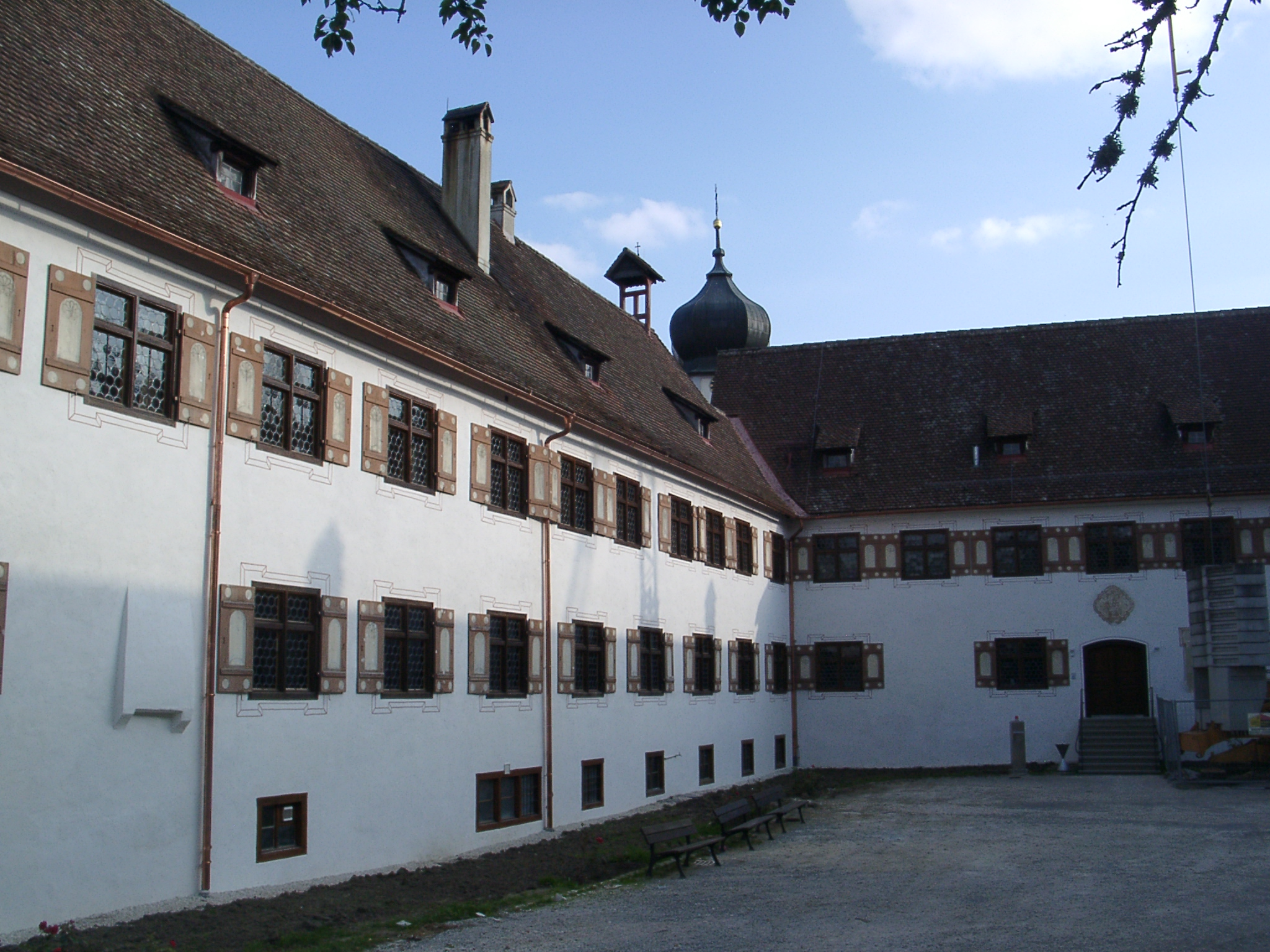
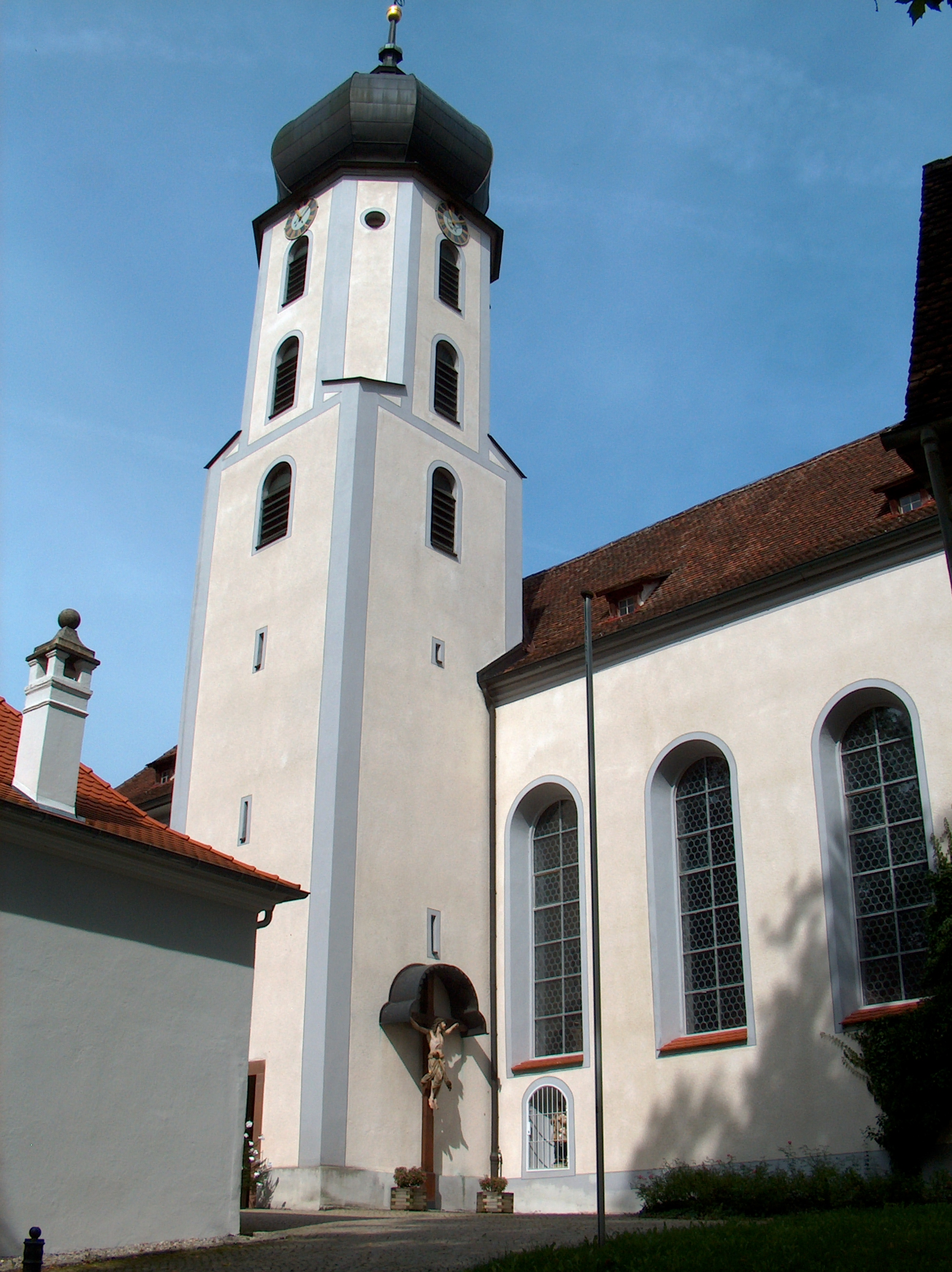
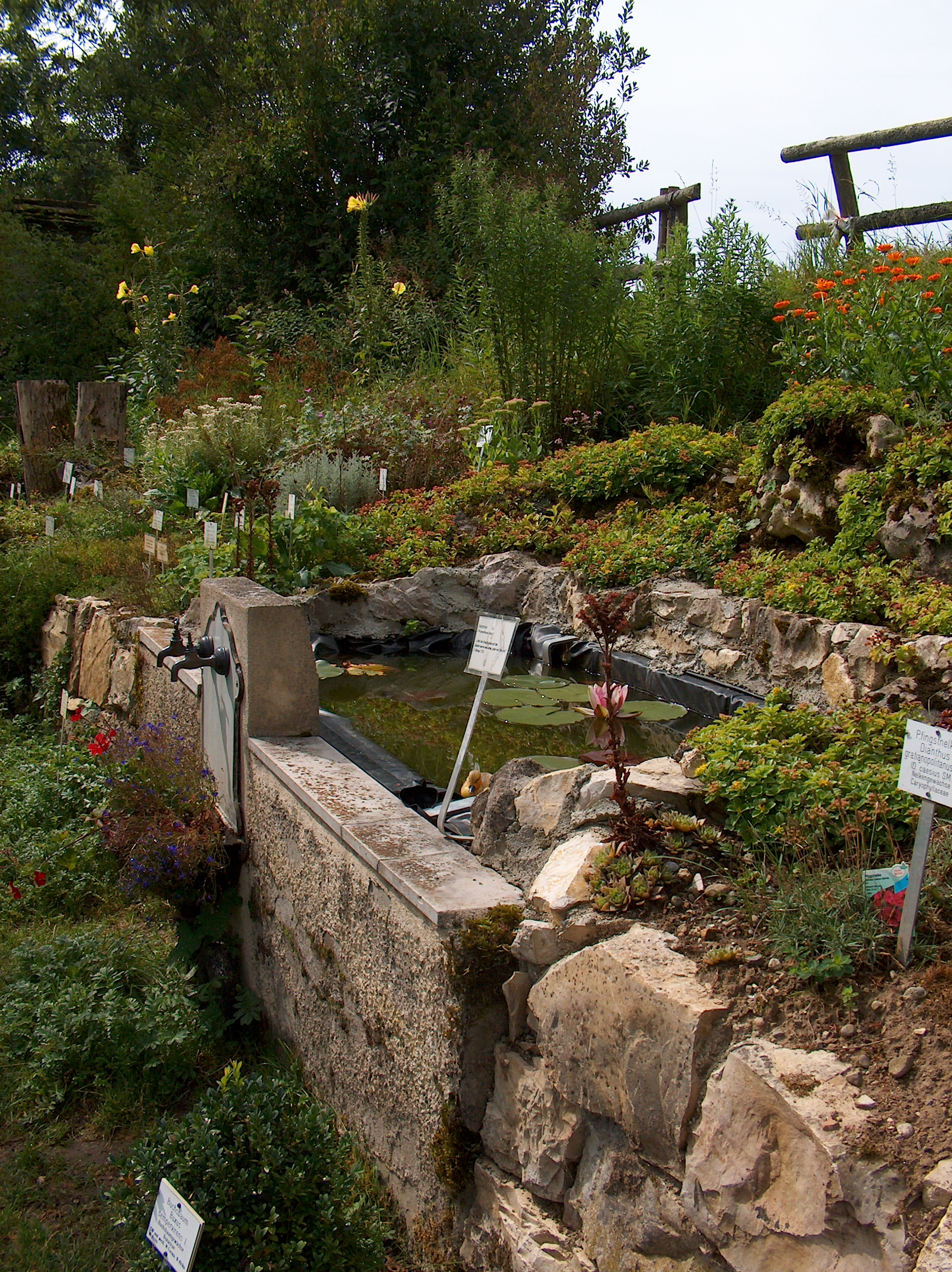
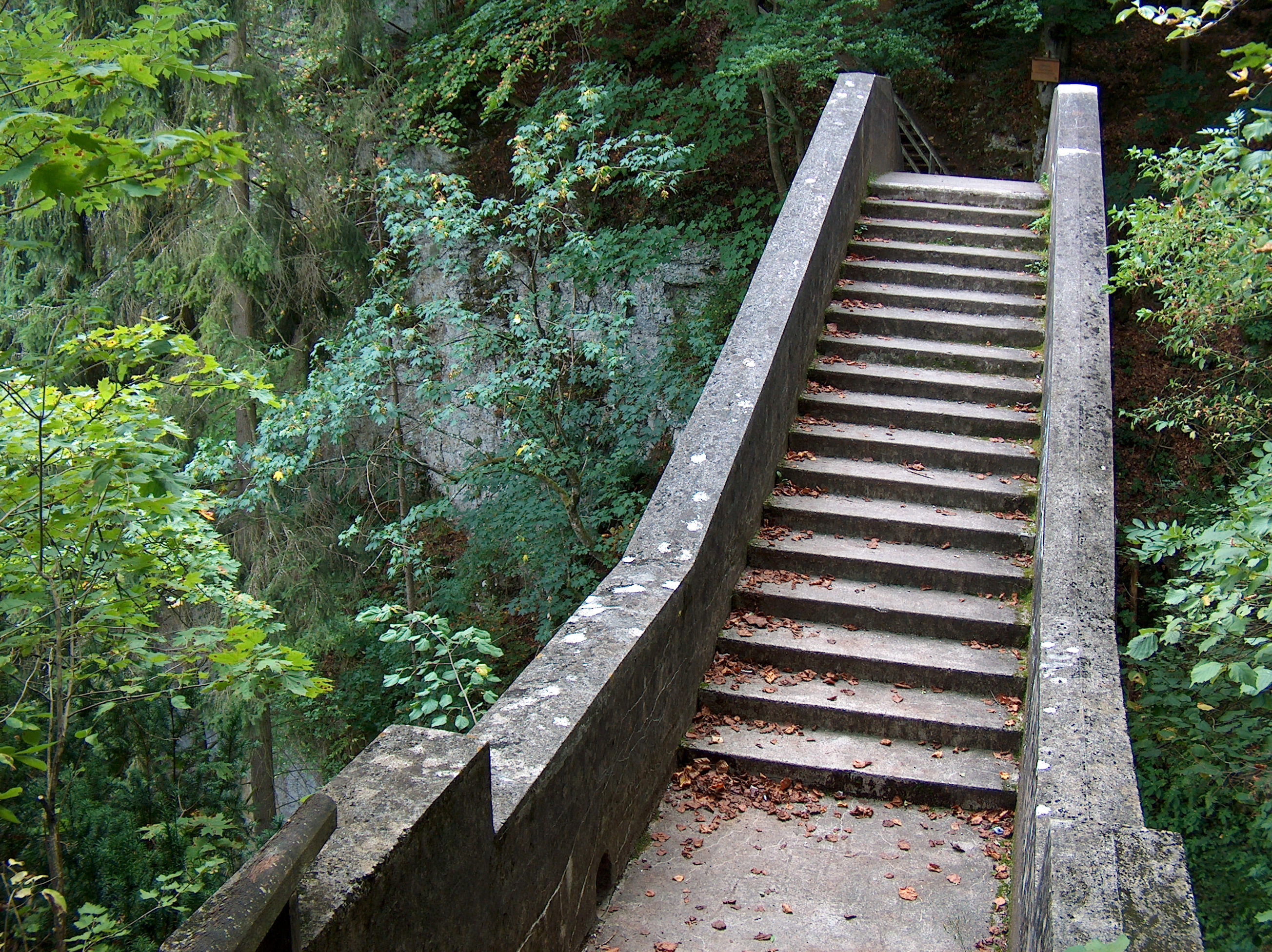
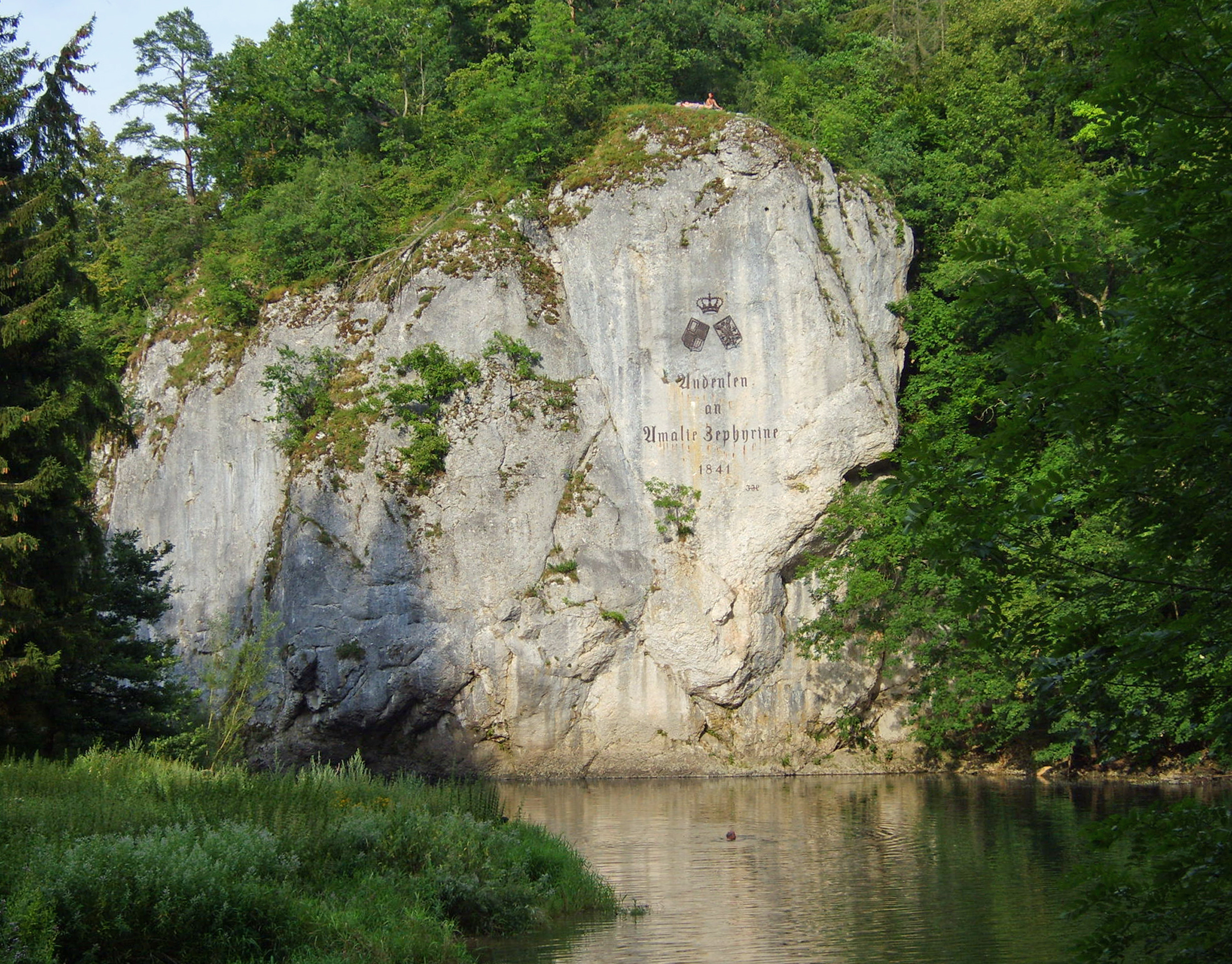